# Сомалийская молодёжная лига
Сомалийская молодёжная лига (сомал. Ururka Dhalinyarada Soomaaliyeed, итал. Lega dei Giovani Somali или Lega Somala della Gioventù), первоначально известная как Сомалийский молодёжный клуб — первая сомалийская политическая партия, сыгравшая ключевую роль на пути страны к независимости в 1940-х, 1950-х и 1960-х годах.

## История
Во время Второй мировой войны Великобритания оккупировала итальянский Сомалиленд и с 1941 по 1950 годы управляла этой территорией в военном отношении. Столкнувшись с растущим политическим давлением Италии, которое было враждебным к продолжающемуся британскому праву и стремлению Сомали к независимости, сомалийцы и британцы стали рассматривать друг друга как союзников. Первая современная сомалийская политическая партия, Сомалийский молодёжный клуб, была впоследствии создана в Могадишо в 1943 году.
Во время основания в 1943 году у партии было 13 членов-учредителей. 3 происходили из клана Дарод (наиболее важным из них был Ясин Хаджи Осман Шермарк), 3 из клана Раханвейн, 2 из клана Рир Хамар и 5 из клана Хавийе. Народ харари стали членами в 1946 году, когда Сомалийская молодёжная лига открыла офис в Харэре. Лига поддержала концепцию Великого Сомали со столицей в Хараре. Совместным представителям Сомали и народа харари было поручено сообщить об этом предложении в офис ООН в Могадишо. 
Члены Сомалийской молодёжной лиги находились под значительным влиянием более раннего религиозного восстания на рубеже веков различных религиозных деятелей, таких как Увайс аль-Барави, Шейх Хасан Барсане и Мохаммед Абдилле Хасан.  Чтобы расширить возможности новой партии, более образованным полицейским и государственным служащим было разрешено присоединиться к ней. 
К 1948 году, после официального визита на территорию Комиссии четырёх держав, Сомалийская молодёжная лига была хорошо структурированной политической единицей Сомали. Абдуллахи Исса был избран генеральным секретарём лиги и переименовал её в Сомалийскую молодежную лигу и начал открывать офисы не только в итальянском и британском Сомали, но и в Огадене и кенийском Северном пограничном округе. 
Заявленные цели организации состояли в том, чтобы объединить все сомалийские территории, включая Северный пограничный округ и Огаден, создавать возможности для всеобщего современного образования, развивать сомалийский язык с помощью стандартной национальной орфографии, защищать интересы Сомали и противодействовать восстановлению итальянского правления. Политика организации запрещала клановость, так что 13 членов-основателей, хотя и представляли 4 из 5 основных кланов Сомали, отказались раскрыть свою клановую принадлежность. Хотя Сомалийская молодёжная лига пользовалась значительной народной поддержкой со стороны северян, основными партиями в Британском Сомалиленде были Сомалийская национальная лига и Национальный объединённый фронт, которые в основном связаны с кланом Исаак, и Объединённая сомалийская партия, которая имела поддержку кланов Дир (Гадабуурси) и Дарод (Дулбаханте и Варсангали). 
В 1945 году прошла Потсдамская конференция, на которой было решено не возвращать итальянский Сомалиленд Италии. Вместо этого в ноябре 1949 года Организация Объединённых Наций решила предоставить Италии опеку над итальянским Сомалилендом, но только под тщательным надзором и при определённых условиях.
Британский Сомалиленд оставался протекторатом Великобритании до 26 июня 1960 года, когда он стал независимым. Бывший итальянский Сомалиленд последовал его примеру спустя 5 дней.  1 июля 1960 года две территории объединились в Сомалийскую республику хотя и в границах, установленных Италией и Великобританией. Правительство государства было сформировано Абдуллахи Иссой Мохамудом и Мухаммедом Хаджи Ибрагимом Эгалем с Аденом Абдуллой Османом Дааром как президента Сомали и Абдирашида Али Шермарка как премьер-министра Сомали, который позже в 1967—1969 годах был президентом. 20 июля 1961 года народ Сомали на всенародном референдуме ратифицировал новую конституцию, проект которой был впервые разработан в 1960 году. 
На первых национальных выборах после обретения независимости, состоявшихся 30 марта 1964 года, Сомалийская молодёжная лига получила абсолютное большинство в 69 из 123 мест в парламенте. Остальные места разделили 11 партий. Через 5 лет, на всеобщих выборах, состоявшихся в марте 1969 года, правящая Сомалийская молодёжная лига во главе с Мохаммедом Ибрагимом Эгалем вернулась к власти. Однако в том же году был убит тогдашний президент Сомали Абдирашид Али Шермарк. Вскоре последовал военный переворот, руководителем которого стал Мохамед Сиад Барре. Вслед за переворотом Высший революционный совет переименовал страну в Сомалийскую Демократическую Республику, арестовал членов бывшего правительства, запретил политические партии, распустил парламент, Верховный суд и приостановил действие конституции.

## Лидеры

### Основатели и руководители
Ниже приводится список из 13 первоначальных членов-основателей Сомалийской молодёжной лиги, включая её первого лидера Абдулкадира Шейха Сахавудина.
- Абдулкадир Шейха Сахавудина[англ.]
- Ясин Хаджи Осман Шермарк[англ.]
- Мохамед Хирси Нур (Сейдин)
- Хаджи Мохамед Хусейн Махад
- Осман Джеди Раге
- Дере Хаджи Дере
- Дахир Хаджи Осман (Дегавейн)
- Али Хасан Маслах
- Мохамед Али Нур
- Мохамед Фарах Хилоул
- Х. Мохамед Абдуллахи Хайеси
- Худоу Малин Абдуллахи Салах
- Мохамед Осман Барбе Бардхере

### Известные члены
Ниже приводится список других известных государственных лиц, которые когда-либо состояли в Сомалийской молодёжной лиге:
Президенты
- Аден Абдулла Осман Даар: 1 июля 1960 — 10 июня 1967
- Абдирашид Али Шермарке: 6 июля 1967 — 15 октября 1969
- Мухтар Мохамед Хусейн: 15 октября 1969 — 21 октября 1969

Премьер-министры
- Абдуллахи Исса Мохамуд: 29 февраля 1956 — 12 июля 1960
- Абдирашид Али Шермарке: 1 июля 1960 — 10 июня 1964
- Абдиризак Хаджи Хусейн : 14 июня 1964 — 15 июля 1967
- Мухаммад Хаджи Ибрагим Эгал: 15 июля 1967 — 21 октября 1969
- Умар Артех Галиб: 24 января 1991 — май 1993

Председатели Национального собрания Сомали
- Хаджи Башир[англ.]: 1 июля — середина июля 1960
- Джама Абдуллахи Калиб: середина июля 1960 — 26 мая 1964 г.
- Ахмед Шейх Мохамед Обсие: 26 мая 1964 — 1967
- Моктар Мухаммед Хусейн: 1967 — 15 октября 1969

Министры
- Абдиллахи Мохамед Ахмед[англ.]: министр по делам национальной координации
- Ших Кабдикани Ших Аксмед: министр юстиции и по делам религии
- Хаджи Фарах Али Омар[англ.]: министр экономики
- Хирси Булхан Фарах[англ.]: министр животноводства
- Мохамед Саид Саматар[англ.]: государственный министр
- Шейх Али Джимале[англ.]: министр здравоохранения, труда и ветеринарии
- Майкл Мариано[англ.]: министр экономического планирования

Парламентарии
- Осман Хаджи Мохамед[англ.]: депутат от клана Эль-Дир

Другие
- Али Шидо Абди: заместитель председателя Сомалийской молодёжной лиги
- Льюис Клемент Салул: разработал флаг Сомалийской молодёжной лиги в Аддис-Абебе, Эфиопия, в 1942 году

## День молодёжи Сомали
Ежегодно в Сомали отмечается учреждение 15 мая 1943 года Сомалийской молодёжной лиги. В День молодёжи Сомали по всей стране проходят официальные празднования в честь членов лиги и их ключевой роли на пути страны к независимости. В 2014 году представители правительства, молодежных ассоциаций, женских групп, певцы и местные жители отметили 71-ю годовщину Сомалийской лиги молодежи.